# Xerotrema
Xerotrema är ett släkte av lavar. Xerotrema ingår i familjen Odontotremataceae, ordningen Ostropales, klassen Lecanoromycetes, divisionen sporsäcksvampar och riket svampar.
| Xerotrema | \| \| Xerotrema megalospora \| \| \| \| |
|           | \| \| Xerotrema megalospora \| \| \| \| |
|           | Xerotrema megalospora                   |
|           |                                         |

|  | Xerotrema megalospora |
|  |                       |